# Félix-Louis de Narp
Le comte Félix-Louis de Narp (né le 19 avril 1786 à Paris - mort le 30 janvier 1844 à Périgueux) est un militaire français du XIXe siècle promu général de brigade par le roi des Belges Léopold Ier, lorsqu'il servait en Belgique, parmi les officiers français envoyés dans ce jeune pays en 1833 pour former l’armée belge.

## Biographie
Félix Louis de Narp est le fils de Jean Étienne, marquis de Narp, et de Marie Laurence Saillanfest de Fontenelle.
Félix-Louis de Narp entra en 1801 au prytanée de Saint-Cyr, rétabli l'année précédente par le Premier Consul afin d'y instruire et élever gratuitement les fils de militaires morts sur le champ de bataille. Il demanda, l’année suivante, à entrer à l’École spéciale impériale militaire de Fontainebleau.
Il fut interrogé par le Premier Consul, qui se trouvait en inspection à Saint-Cyr, et admis comme élève. Napoléon Bonaparte fit personnellement les frais du trousseau.
Sorti de l’école comme sous-lieutenant en 1804, M. de Narp fit plusieurs campagnes avec le 101e Régiment d’Infanterie de Ligne.
Il se distingua à la prise de Capri, passa en Espagne en 1811, fut blessé et fait prisonnier à la bataille des Arapiles, conduit dans les cachots de Lisbonne, puis en Angleterre, jeté sur les pontons, puis enfermé dans les prisons de Plymouth, et enfin envoyé en cautionnement, sur parole à Oswestry (Shropshire).
Rentré en France en 1814, M. de Narp rejoignit le 101e régiment, fit la campagne de France à la suite de laquelle il rentra dans ses foyers ; mais à peine y était-il arrivé qu’il reçut ordre d’entrer dans la Garde royale.
En 1820, il passa dans le  1er Léger en qualité de chef de bataillon ; et fut nommé, en 1823, lieutenant-colonel du 64e Régiment d'Infanterie de Ligne que l’on organisait à Lille, et, en 1829, colonel du 54e Régiment d'Infanterie de Ligne qui prit part à l'expédition de Morée.
M. de Narp était à Grenoble au moment de la Révolution de 1830. Il refusa de prendre la cocarde tricolore et faillit être victime de la fureur populaire.
Rentré dans la vie privée, il ne reprit du service qu’en 1833 et fut envoyé en Belgique par ordre du gouvernement. En y arrivant, il fut fait général de brigade par le roi des Belges Léopold Ier qui le nomma inspecteur général d’infanterie, gouverneur militaire du Brabant et commandant chaque année une division militaire de 15 à 18 000 hommes.
À la paix avec la Hollande, Léopold ayant remercié les officiers français envoyés pour former l’armée belge, M. de Narp fut rappelé en France et fut chargé du commandement de la Dordogne.
Le 12 août 1839, M. de Narp devint maréchal de camp.
Félix-Louis de Narp fut nommé chevalier de la Légion d'honneur en 1814, officier en 1824 et commandeur de la Légion d'honneur en 1837.
Il était en outre chevalier de Saint-Louis et grand officier de l’Ordre de Léopold.
Félix-Louis de Narp mourut en 1844 à Périgueux.
Il épousa, à Lille, le 31 juillet 1823, Marie Alix Ernestine Zoé de Rouvroy, née à Hambourg le 11 décembre 1796 et morte en 1844 ou 1851, à Périgueux, selon les auteurs ayant évoqué la carrière de son père. Une source la dit morte le 7 décembre 1851à Nexon. Elle était la fille d'Albert Joseph de Rouvroy, baron d'Empire, comte de Fournes, officier de la Légion d'honneur et de Marie Joseph Agathe Rouvroy, cousine germaine d'Albert Joseph.

## Source
- « Félix-Louis de Narp », dans Charles Mullié, Biographie des célébrités militaires des armées de terre et de mer de 1789 à 1850, 1852 [détail de l’édition]